# Ludger-Anselm Versteyl
Ludger-Anselm Versteyl (* 18. Juni 1944 in Kleve; †  30. April 2016 in Hannover) war ein deutscher Rechtsanwalt, Fachautor, Honorarprofessor und Unternehmer.

## Leben
Versteyl studierte von 1964 bis 1969 Rechtswissenschaften in Berlin, Grenoble und Bochum. Sein erstes juristisches Staatsexamen schloss er 1969 am Oberlandesgericht Hamm ab, sein zweites 1974 beim Kammergericht Berlin. 1972 promovierte er zum Dr. jur. bei Ingo von Münch in Bochum.
Neben seiner Arbeit als Rechtsanwalt und Notar widmete sich Versteyl zahlreichen Tätigkeiten in Unternehmen, Expertenkommissionen und an Universitäten. So war er von 1974 bis 1976 als Abteilungsleiter Personal und Recht bei der Meierei C. Bolle in Berlin und von 1976 bis 1983 bei der Magdeburger Versicherungsgruppe in Hannover als Direktor für die Bereiche Organisation, Personal, Aus- und Weiterbildung tätig. Von 1983 bis 1987 wirkte er als Geschäftsführer und Generalbevollmächtigter der Mineralöl-Raffinerie Weiss & Co. in Hamburg sowie der NoReg Norddeutsche Recycling- und Entsorgungsgesellschaft. Daneben unterrichtete er von 1980 bis 1989 als Dozent für Arbeitsrecht an der Deutschen Versicherungsakademie.
Im Jahr 1988 gründete er die Kanzlei Versteyl in Burgwedel. Seine beruflichen Schwerpunkte waren Abfallrecht, Bodenschutz-/Altlastenrecht und Umweltstrafrecht. Ab Mitte der 1990er Jahr wuchs die Kanzlei auf insgesamt vier Büros in Niedersachsen und Berlin. An der Universität Halle lehrte er von 1993 bis 1995 als Dozent für Umweltrecht. 1994 erwarb Versteyl als Alleingesellschafter die ADDINOL Mineralöl GmbH Lützkendorf. Ab 1996 war er Aufsichtsratsvorsitzender diverser Industrieunternehmen, unter anderem bei der Wülfing Pharma GmbH in Gronau (Leine), der Neschen AG in Braunschweig oder der Crobus AG in Düsseldorf. Außerdem unterrichtete er ab 1991 Europäisches Umweltrecht an der Universität Lüneburg, wo er 1996 eine Berufung zum Honorarprofessor erhielt.
Zusätzlich wirkte er von 1998 bis 2012 als Richter am niedersächsischen Anwaltsgerichtshof, ab 2003 als Vorsitzender Richter. Zwischen 2005 und 2011 war er Vertreter des EU-Parlaments im Verwaltungsrat der Europäischen Umweltagentur. Versteyl gehörte zu den Mitherausgebern der Zeitschrift für das Recht der Abfallwirtschaft und veröffentlichte zahlreiche Expertisen, Gesetzeskommentare, Fachbücher und Standardwerke insbesondere zum Umwelt- und Planungsrecht.

## Familie
Verheiratet war Ludger-Anselm Versteyl bis 2006 mit der Rechtsanwältin Andrea Versteyl, die ebenfalls Gesetzeskommentare zum gleichen Rechtsgebiet verfasste. Nach ihrer Scheidung publizierten beide in konkurrierenden Verlagen.

## Werke (Auswahl)
- Der Einfluss der Verbände auf die Gesetzgebung. Dissertation, Universität Bochum, 1972.
- Recht und Praxis der Altölentsorgung. Deutscher Gemeindeverlag, 1987.
- Abfallgesetz. Beck, 1988.
- Abfall und Altlasten. Beck, 1992.
- Umweltrecht der Europäischen Union. Luchterhand, 1995.
- Kreislaufwirtschafts- und Abfallgesetz. Beck, 1998.
- Bundes-Immissionsschutzgesetz. Beck, 1999.
- Bundes-Bodenschutzgesetz. Beck, 2002.